# Probole insinuaria
Probole insinuaria là một loài bướm đêm trong họ Geometridae.